# Bosques costeros del Atlántico medio
Los bosques costeros del Atlántico medio son bosques templados de coníferas que conviven con bosques latifoliados siempreverdes (más cerca de la costa atlántica) a lo largo de la costa sureste de los Estados Unidos.

## Configuración
Los bosques costeros del Atlántico Medio se extienden a lo largo de la costa atlántica sur de los Estados Unidos, desde el extremo sur de Jersey hasta la costa de Georgia. Estos bosques cubren la llanura costera del Atlántico inferior y están limitadas al oeste por los bosques mixtos del sudeste.
Los hábitats de esta ecorregión se modifican constantemente por procesos naturales, por ejemplo, las tierras bajas, las llanuras costeras y las zonas marítimas son vulnerables a los ciclones tropicales e inundaciones. Las zonas más secas con suelos arenosos porosos son susceptibles a incendios y sequías. Los intervalos de retorno del fuego de 1 a 3 años favorecen a las plantas herbáceas; los intervalos más largos favorecen a los arbustos densos y a los árboles perennes de hoja ancha.

## Clima
Esta ecorregión tiene un clima subtropical húmedo con veranos calurosos e inviernos suaves y con las precipitaciones más intensas concentradas en los meses más cálidos.

## Flora
En esta región se encuentran básicamente dos tipos de bosques: 1) bosques mixtos de nogal, pino y roble del sur que sufren incendios frecuentes con suelos arenosos, y 2) zonas aisladas de bosques latifolios siempre verdes y "hamacas" cerca de la costa atlántica en las áreas más al sur de la costa de Carolina del Sur y la costa de Georgia.

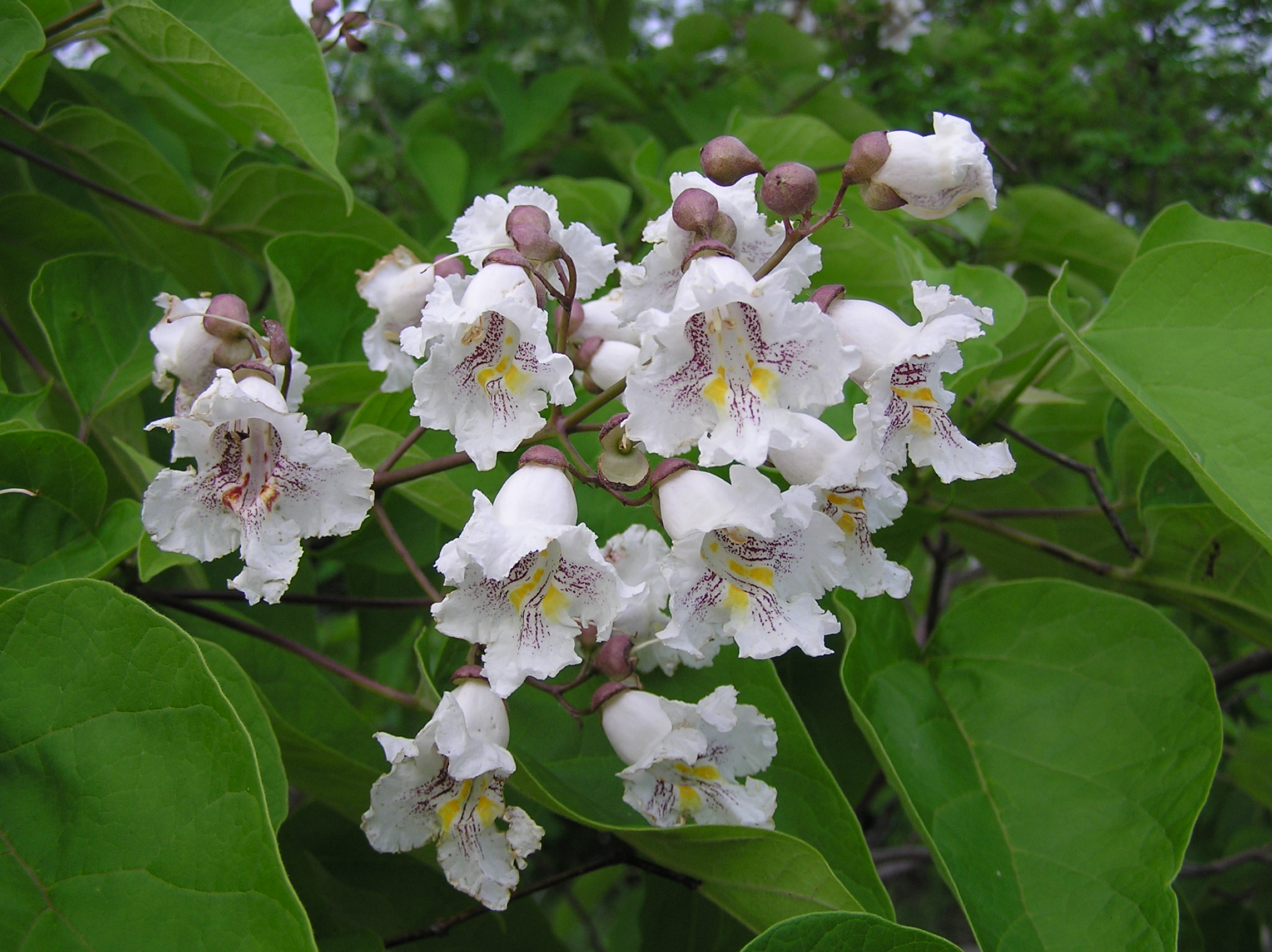
Catalpa bignonioides inflorescence.

Los bosques mixtos de pino-encino se encuentran sobre suelos secos, arenosos o en zonas expuestas a incendios ocasionales. El pino de hoja larga (Pinus palustris), magníficamente adaptado a entornos propensos a incendios, era el árbol principal en muchos de estos bosques; sin embargo, la tala extensiva y el crecimiento humano han reducido la presencia de este árbol a menos del 5% de su distribución anterior. El pino taeda (Pinus taeda) y el pino echinata (Pinus echinata) crecen en suelos arenosos y todavía son dominantes en este ecosistema. El árbol Loblolly se planta ampliamente en millones de hectáreas de plantaciones forestales en todo el sureste de los EE. UU. En suelos húmedos o donde los incendios son poco frecuentes, las maderas duras superan a los pinos. Estas maderas duras incluyen el roble pavo (Quercus laevis), el roble de los postes (Quercus stellata), el roble mirto (Quercus myrtifolia), el roble español (Quercus falcata) y la catalpa del sur (Catalpa bignonioides).

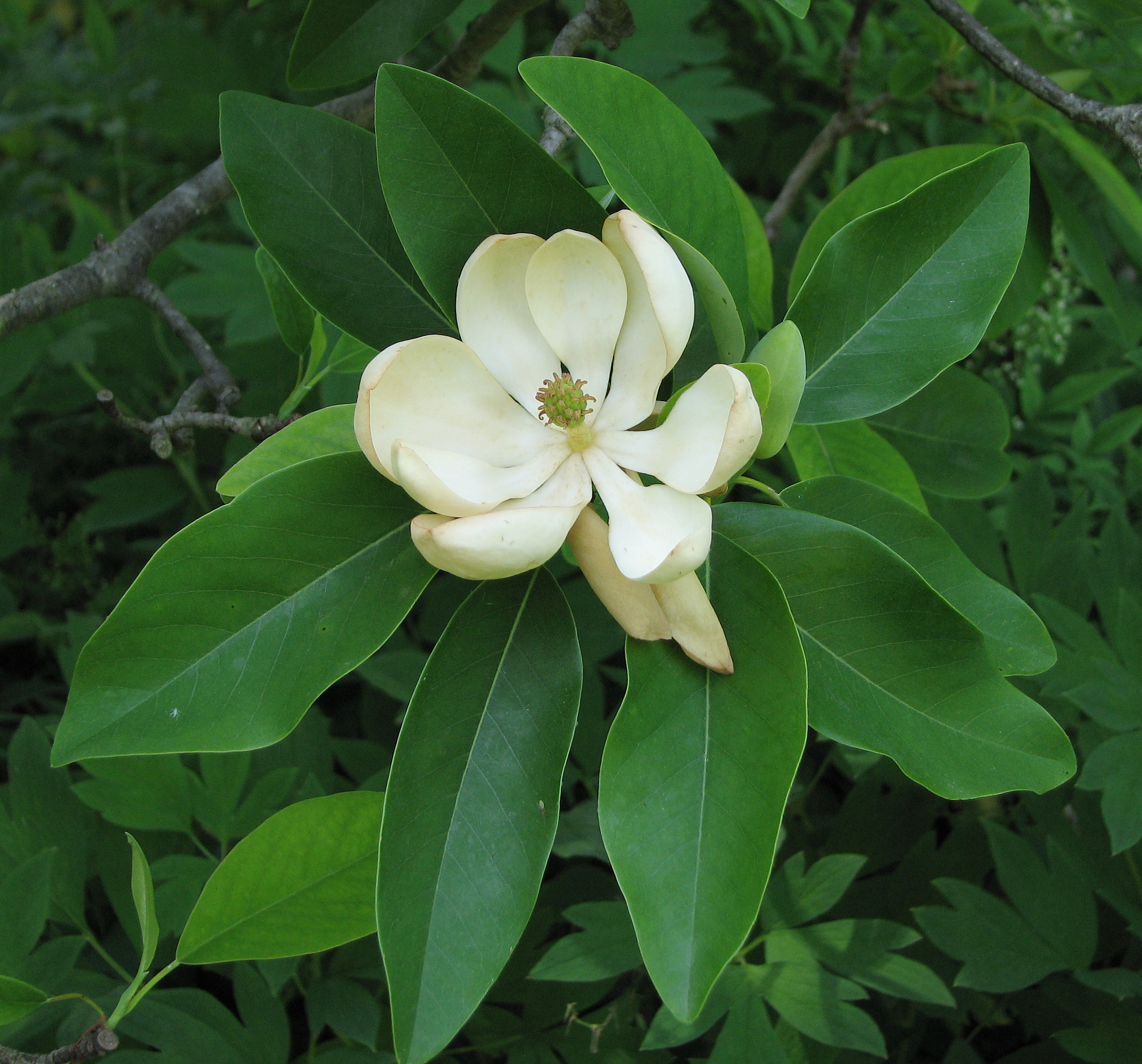
Magnolia virginiana

Los bosques latifoliados siempre verdes se encuentran cerca de la costa en áreas localizadas, ya sea como bosques de robles marítimos o como hamacas más localizadas (islas forestales inducidas geográficamente). Estos bosques están formados por árboles de hoja perenne, de hoja ancha y de dosel acicular, como Magnolia grandiflora, Magnolia virginiana, Persea borbonia, Gordonia lasianthus, Sabal, Juniperus virginiana, Pinus taeda y varios robles de hoja perenne como Quercus myrtifolia y el icónico Quercus virginiana o roble vivo del sur a menudo cubierto de musgo español (Tillandsia usneoides). 

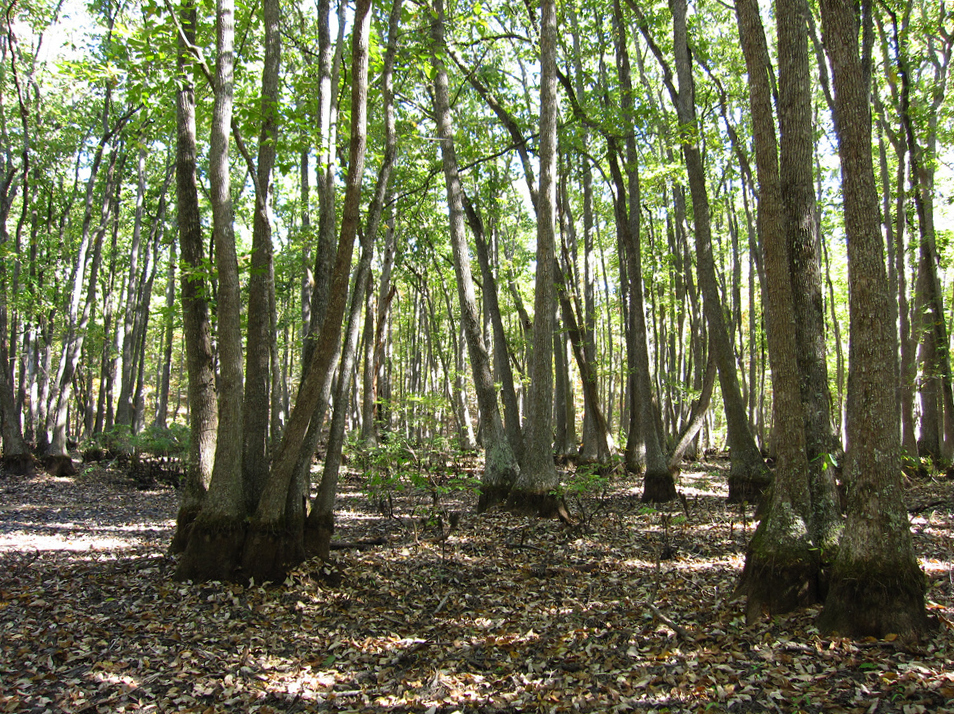
Tupelo de pantano (Nyssa biflora) en el sur de Misuri.

El sotobosque también suele permanecer verde en estos bosques, siendo muy comunes las especies Myrica cerifera y Osmanthus americanus, mientras que especies como Ericaceae, Ilex y palmeras arbustivas (Sabal minor y Serenoa) son comunes en sitios más húmedos. En las áreas abiertas cerca de playas arenosas y zonas costeras, grandes poblaciones endémicas de Yucca y cactus (Opuntia) prosperan en el sol caliente y los suelos arenosos.
Los bosques costeros del Atlántico medio contienen el conjunto más diverso de humedales de agua dulce de América del Norte. Entre ellos se incluyen pantanos de agua dulce, ciénagas arbustivas, pantanos de cedro blanco, cabezas de laurel y hamacas húmedas.
Los bosques de frondosas de tierras bajas están dominados por el ciprés calvo (Taxodium distichum) y el tupelo de pantano (Nyssa sylvatica var. biflora). 

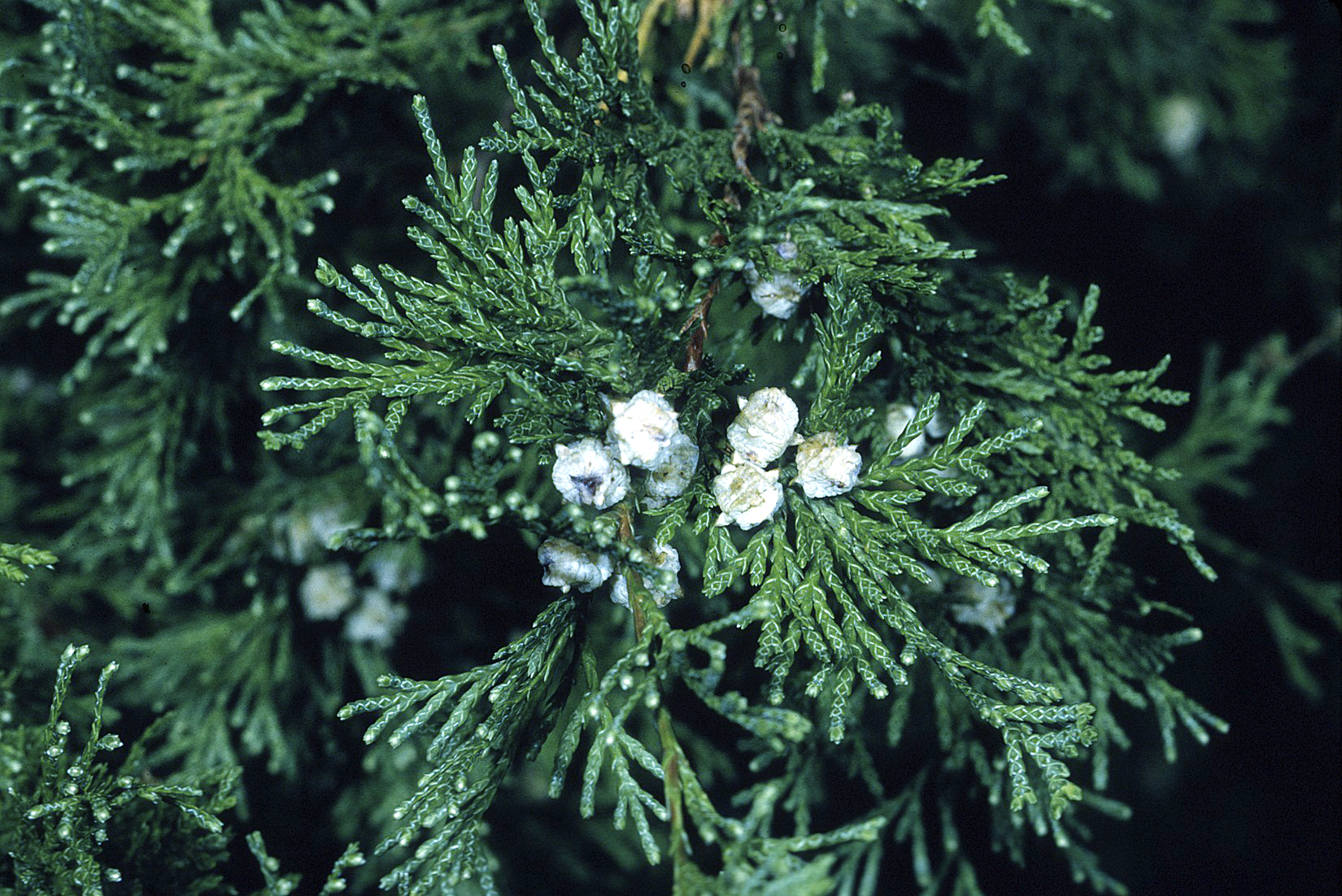
Chamaecyparis thyoides

El tupelo de pantano, junto con el tupelo de agua (Nyssa sylvatica var. biflora), predominan los bosques pantanosos de madera dura mixta. Estos crecen junto a robles adaptados al agua, entre los que se incluyen el roble de agua (Quercus nigra), el roble castaño de pantano (Quercus michauxii), el roble de corteza de cerezo (Quercus pagoda), el roble sauce (Quercus phellos ) y el roble de copa grande (Quercus lyrata). Aquí también se encuentran el nogal de pantano (Carya glabra), el nogal de agua (Carya aquatica).y la papaya (Asimina triloba) crece en el sotobosque.
Los pantanos de cedro blanco del Atlántico (Chamaecyparis thyoides) se encuentran a lo largo de los ríos de aguas negras.
Por su parte, los pocosines son zonas planas y húmedas, arenosas o turbias, alejadas de los arroyos. Tienen pinos de estanque dispersos (Pinus serotina) y una densa vegetación de arbustos en su mayoría de hoja perenne, entre los que se incluye el Ilex glabra
Las islas barrera a lo largo de la costa protegen extensos estuarios, lagunas y estrechos. Las bahías de Carolina son un hábitat único de la ecorregión.

## Fauna

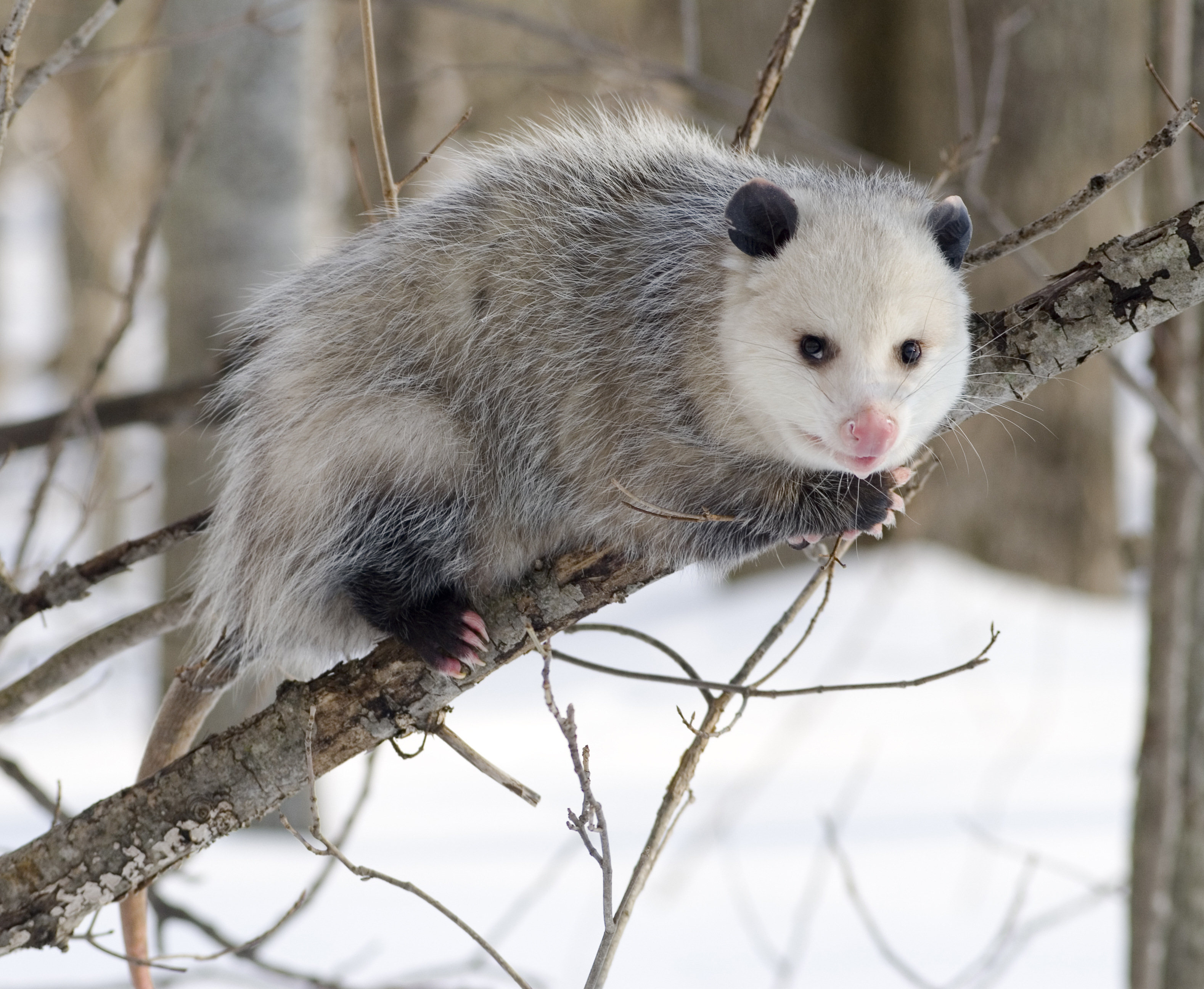
Zarigüeya norteamericana con pelaje invernal.

El armadillo de nueve bandas (Dasypus novemcinctus) es una de las especies que habitan en esta ecorregión. La zarigüeya de Virginia (Didelphis virginiana) también es abundante.
En los bosques mixtos de pino y roble, el trepador de cabeza marrón (Sitta pusilla) se alimenta de semillas de pino. Se encuentra también la reinita garganta amarilla (Dendroica dominica), lla parula norteña (Parula americana), el azulejo oriental (Sialia sialis),el gorrión de Bachman (Aimophila aestivalis) y el pájaro carpintero de cresta roja (Picoides borealis), ambos poco comunes, también viven en esta ecorregión.

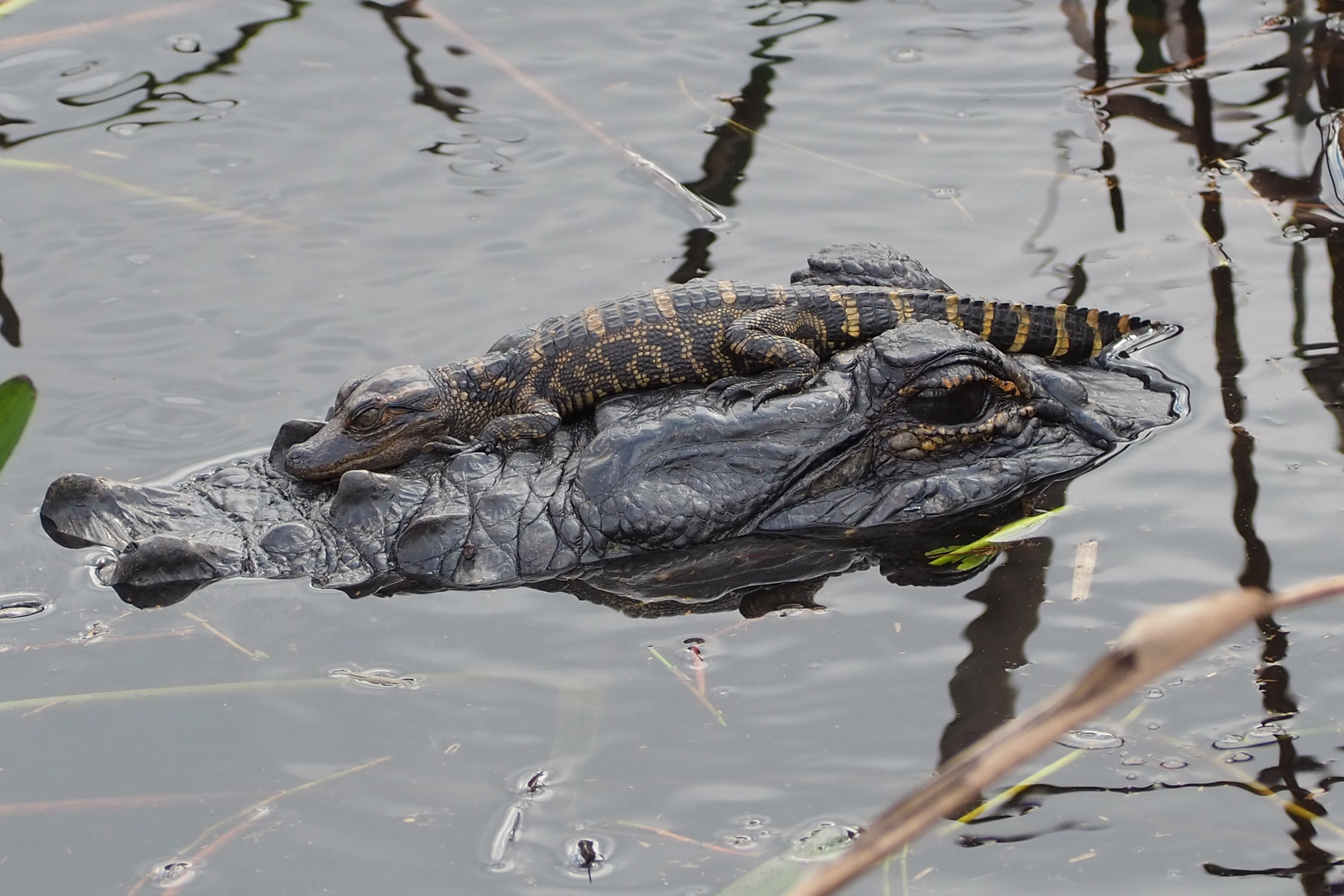
Alligator mississippiensis.

Los bosques de las tierras bajas sustentan abundantes artrópodos, producen árboles que sustentan a las aves migratorias durante el invierno y producen troncos y cavidades de ramas que sustentan a varios detritívoros y especies que anidan en huecos. En las regiones del extremo sureste (la costa sureste de Carolina del Norte al sur de Georgia) el gran caimán americano (Alligator mississippiensis) se puede encontrar a lo largo de entradas de marea y áreas pantanosas.

## Uso contemporáneo del suelo
Actualmente las principales causas del cambio del hábitat son la agricultura, la extinción de incendios, la urbanización, el desarrollo costero, la construcción de zanjas, drenaje de humedales y la construcción de represas en los ríos.
La parte occidental de la ecorregión ha sido la más alterada. Allí, la vegetación de las tierras altas ha sido transformada casi por completo por la actividad humana. Ejemplo de ello, las sabanas de pino de hoja larga casi han desaparecido.
Los hábitats menos alterados en la ecorregión son las marismas costeras y las turberas profundas.

## Manteniendo el hábitat intacto
- Bosque Nacional Francis Marion (Carolina del Sur)
- Pine Barrens (Nueva Jersey)
- Refugio de caza Holly Shelter (Carolina del Norte)
- Bosque Nacional Croatan (Carolina del Norte)
- Parque Nacional Congaree (Carolina del Sur)
- Outer Banks (Carolina del Norte)
- Península de Pamlimarle (Carolina del Norte)
- Refugio Nacional de Vida Silvestre Prime Hook (DE)
- Río Roanoke (Virginia)
- Parque de caza Sandhills (Carolina del Norte)
- Refugio Nacional de Vida Silvestre Sandhill (SC)
- Gran pantano Dismal (Virginia y Carolina del Norte)
- Gran pantano de cipreses (Delaware y Maryland)
- Isla Assateague (Maryland y Virginia)
- Reserva de la costa de Virginia (VA)
- Cabo Romain (Carolina del Sur)
- Fort Bragg (Carolina del Norte)
- Fuerte Jackson (Carolina del Sur)
- Fuerte Stewart (Georgia)
- Refugio Nacional de Vida Silvestre de Cape May (Nueva Jersey)